# منتخب فنلندا تحت 21 سنة لكرة الطائرة للرجال
منتخب فنلندا تحت 21 سنة لكرة الطائرة للرجال هو ممثل فنلندا الرسمي في المنافسات الدولية في كرة طائرة تحت 21 سنة.